# Suhaia
Suhaia est une commune du județ de Teleorman en Roumanie.